# Samuel J.R. McMillan
USA:s delstaters högsta domstolar|
Samuel James Renwick McMillan, född 22 februari 1826 i Brownsville, Pennsylvania, död 3 oktober 1897 i Saint Paul, Minnesota, var en amerikansk republikansk politiker och jurist.

## Biografi
Samuel J.R. McMillan studerade juridik och inledde 1849 sin karriär som advokat i Pittsburgh. Tre år senare flyttade han till Saint Paul.
McMillan var domare i Minnesotas högsta domstol 1864–1875. Det sista året tjänstgjorde han som chefsdomare. Han var ledamot av USA:s senat 1875–1887. Under den andra mandatperioden var han ordförande i senatens handelsutskott. Han kandiderade inte till en tredje mandatperiod i senaten.